# Louis-Marie Pineau

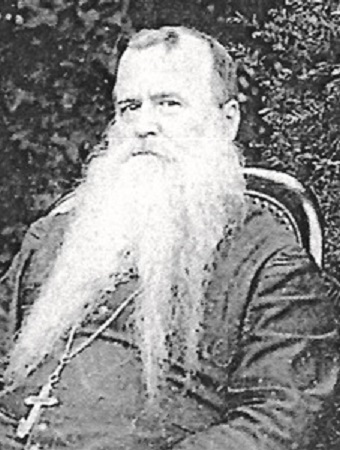
Louis-Marie Pineau (1900)

Louis-Marie Pineau MEP (* 16. August 1842 in La Tourlandry, Département Maine-et-Loire; † 14. Januar 1921) war ein französischer römisch-katholischer Ordensgeistlicher und Apostolischer Vikar von Süd-Tonking.

## Leben
Louis-Marie Pineau trat der Ordensgemeinschaft der Pariser Mission bei und empfing am 26. Mai 1866 das Sakrament der Priesterweihe.
Am 21. Mai 1886 ernannte ihn Papst Leo XIII. zum Titularbischof von Calama und zum Apostolischen Vikar von Süd-Tonking. Der Apostolische Vikar von West-Tonking, Paul-François Puginier MEP, spendete ihm am 24. Oktober desselben Jahres die Bischofsweihe; Mitkonsekratoren waren der Apostolische Vikar von Zentral-Tonking, Wenceslao Oñate OP, und der Apostolische Vikar von Ost-Tonking, José Terrés OP, sowie der Apostolische Vikar von Nord-Tonking, Antonio Colomer OP.
Papst Pius X. nahm am 2. Juni 1910 das von Louis-Marie Pineau vorgebrachte Rücktrittsgesuch an.